# 秋山昌秀
秋山 昌秀（あきやま まさひで）は、戦国時代から江戸時代前期にかけての武将・旗本。通称は平左衛門。甲斐武田家に仕えていたが、同家滅亡後に徳川家に仕えた。徳川家康の側室で武田信吉を生んだ下山殿（秋山夫人）は妹。

## 生涯
天文23年（1554年）、武田家家臣・秋山虎康（越前守）の子として生まれる。虎康は、秋山虎繁（信友）の弟・信藤（『寛政重修諸家譜』では「光家」）の子にあたる。『寛政譜』によれば、昌秀は武田信玄・勝頼に仕えたが、天正10年（1582年）3月に織田信長の武田征伐による甲斐武田家の滅亡後に徳川家康に仕えた。妹の下山殿（於都摩、秋山夫人）は徳川家康の側室となり、武田信吉を生んだ。
天正18年（1590年）、徳川家康が関東に入国すると、武田信吉は下総国小金領3万石を与えられた。信吉の生母である下山殿は天正19年（1591年）に小金で没した。またこの縁で秋山虎康ら一族が小金領に移住した。虎康は慶長元年（1596年）に松戸の本源寺を創建し、慶長7年（1602年）に没した）。なお、武田信吉も慶長8年（1603年）に没した。
『寛政譜』によれば、昌秀は下総国内に1000石の知行地を与えられ、寄合に列した。大坂の陣に従軍し、鉄炮奉行を務めた。
元和9年（1623年）1月20日に没する。70歳。

## 系譜
特記事項のない限り、『寛政重修諸家譜』による。子の続柄の後に記した ( ) 内の数字は、『寛政譜』の記載順。
- 父：秋山虎康
- 母：不詳
- 正室：
  - 男子(2)：秋山正重 - 十右衛門。家督を継ぐ。のちに大目付を務める。
- 生母不明の子女
  - 男子(1)：秋山昌吉 - 弥左衛門。庶子のため家を継がず、別家して旗本となる[6]。
  - 女子(3)：折井政次室
  - 男子(4)：秋山昌成 - 三左衛門・甚五兵衛。のち榊原重政（伊豆守）の養子となる[6]。
  - 男子(5)：秋山太郎兵衛 - 徳川忠長に仕え、忠長の改易により浪人[6]。